# 宗家庄站
宗家庄站位于甘肃省永昌县宗家庄村，是兰新铁路的一座火车站，等级为四等站，距兰州站367公里，距乌鲁木齐站1525公里，本站及相邻上下行区间均为电气化区段。本站仅办理货运，不办理客运业务。邮政编码为737000。